# 1852년 프랑스 국민투표

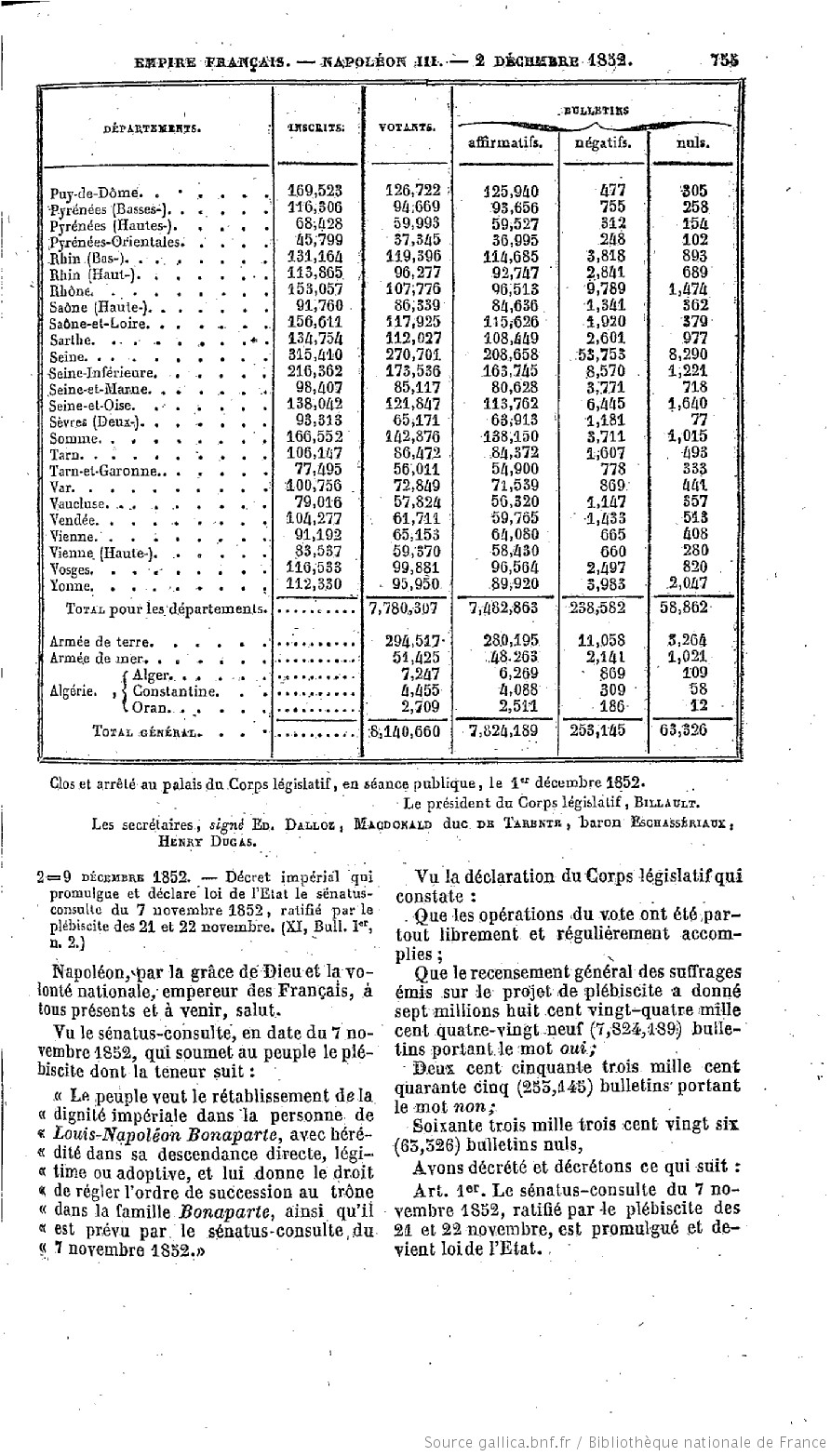

1852년 프랑스 국민투표는 1852년 11월 21일과 22일 치러진 프랑스의 국민투표로, 루이 나폴레옹 보나파르트 대통령을 황제로 하는 제정 부활에 대한 찬반투표였으며, 96% 찬성으로 통과된다

## 배경
1851년 12월 2일 친위쿠데타로 입법의회를 해산하고 새로운 헌법을 공표한 루이 나폴레옹 보나파르트 대통령은 국민투표에서 새 헌법이 승인되고 총선에서 보나파르트당이 절대 다수를 차지하자, 의회를 통해 황제로 추대되어 제정 부활을 국민투표에 부친다

## 결과
| 제정 부활      | 제정 부활 | 제정 부활 |
| 찬성 또는 반대 | 득표수    | 득표율    |
| -------------- | --------- | --------- |
| 찬성           | 7,824,189 | 96.9%     |
| 반대           | 253,145   | 3.1%      |
| 총 득표수      | 8,140,660 | 100.00%   |
| 투표율         | 79.8%     | 79.8%     |

## 같이 보기
- 프랑스 제2제정
- 나폴레옹 3세